# Bratske, Oleksandria
Bratske (în ucraineană Братське) este un sat în comuna Proletarske din raionul Oleksandria, regiunea Kirovohrad, Ucraina.

## Demografie
Componența lingvistică a localității Bratske
     Ucraineană (90,48%)
     Română (6,35%)
     Rusă (1,59%)
Conform recensământului din 2001, majoritatea populației localității Bratske era vorbitoare de ucraineană (90,48%), existând în minoritate și vorbitori de română (6,35%) și rusă (1,59%).